# Lycée Jules-Ferry (Saint-Dié-des-Vosges)
Pour les articles homonymes, voir Lycée Jules-Ferry.
Le lycée Jules-Ferry est un lycée de la ville de Saint-Dié-des-Vosges. Il se situe dans la rue Saint-Charles, au bas de la côte dite de l'hôpital.

## Origine du nom
Le lycée prit le nom de Jules Ferry le 2 juin 1962, à l'occasion du 130e anniversaire de sa naissance.

## Historique
Autrefois, l’emplacement du lycée Jules-Ferry était occupé par un hôpital civil et militaire et portait le nom de la rue qu'il côtoyait : l’hôpital Saint-Charles. Jusqu’au début des années 1980 une partie des cours était encore assumée au sein d’un bâtiment annexe appelé « le pavillon militaire » dont le linteau des portes portait encore l’incrustation de l’ancienne destination militaire de ses salles.
En novembre 1944, les Allemands, avant de reculer vers l’Alsace, ont incendié la cité réduisant l’hôpital en cendres. La ville fut reconstruite avec l’aide des Américains.
L’entreprise Del Vitto Masini a construit de nouveaux bâtiments en 1984, destinés à l’enseignement scientifique selon les plans des architectes Aldo Travaglini et Philippe de Romémont.

## Classement du lycée
En 2016, le lycée se classe 3e sur 14 au niveau départemental quant à la qualité d'enseignement, et 338e sur 2277 au niveau national. Le classement s'établit sur trois critères : le taux de réussite au bac, la proportion d'élèves de première qui obtient le baccalauréat en ayant fait les deux dernières années de leur scolarité dans l'établissement, et la valeur ajoutée (calculée à partir de l'origine sociale des élèves, de leur âge et de leurs résultats au diplôme national du brevet).

## Anciens du lycée connus
- Anciens élèves connus : 
  - Jean-Marie Cavada (1940), journaliste ;
  - Jean-Marc Egly (1945), biologiste moléculaire[4] ;
  - Jean-Pierre Thomas (1957), homme d'affaires et homme politique.

- Anciens enseignants connus :
  - Robert George (1928-2002), peintre, professeur d'arts plastiques au lycée Jules-Ferry ;
  - Christian Bareth (né en 1932), écrivain-essayiste et chroniqueur attaché à l’arrondissement de Saint-Dié, professeur d’allemand au lycée Jules-Ferry.